# JP Saxe
Pour les articles homonymes, voir Saxe.
 (mars 2024).
La mise en forme du texte ne suit pas les recommandations de Wikipédia : il faut le « wikifier ».
Les points d'amélioration suivants sont les cas les plus fréquents. Le détail des points à revoir est peut-être précisé sur la page de discussion.
- Les titres sont pré-formatés par le logiciel. Ils ne sont ni en capitales, ni en gras.
- Le texte ne doit pas être écrit en capitales (les noms de famille non plus), ni en gras, ni en italique, ni en « petit »…
- Le gras n'est utilisé que pour surligner le titre de l'article dans l'introduction, une seule fois.
- L'italique est rarement utilisé : mots en langue étrangère, titres d'œuvres, noms de bateaux, etc.
- Les citations ne sont pas en italique mais en corps de texte normal. Elles sont entourées par des guillemets français : « et ».
- Les listes à puces sont à éviter, des paragraphes rédigés étant largement préférés. Les tableaux sont à réserver à la présentation de données structurées (résultats, etc.).
- Les appels de note de bas de page (petits chiffres en exposant, introduits par l'outil «  Source ») sont à placer entre la fin de phrase et le point final[comme ça].
- Les liens internes (vers d'autres articles de Wikipédia) sont à choisir avec parcimonie. Créez des liens vers des articles approfondissant le sujet. Les termes génériques sans rapport avec le sujet sont à éviter, ainsi que les répétitions de liens vers un même terme.
- Les liens externes sont à placer uniquement dans une section « Liens externes », à la fin de l'article. Ces liens sont à choisir avec parcimonie suivant les règles définies. Si un lien sert de source à l'article, son insertion dans le texte est à faire par les notes de bas de page.
- La présentation des références doit suivre les conventions bibliographiques. Il est recommandé d'utiliser les modèles {{Ouvrage}}, {{Chapitre}}, {{Article}}, {{Lien web}} et/ou {{Bibliographie}}. Le mode d'édition visuel peut mettre en forme automatiquement les références.
- Insérer une infobox (cadre d'informations à droite) n'est pas obligatoire pour parachever la mise en page.

Pour une aide détaillée, merci de consulter Aide:Wikification.
Si vous pensez que ces points ont été résolus, vous pouvez retirer ce bandeau et améliorer la mise en forme d'un autre article.
Jonathan Percy Starker Saxe , né le 23 mars 1993, connu professionnellement sous le nom de JP Saxe, est un musicien et chanteur canadien. Il est principalement connu pour sa collaboration sur If the World Was Ending avec la chanteuse américaine Julia Michaels, sortie en 2019. La chanson est nommée pour un Grammy en 2021. Son « héros », son grand-père, le célèbre violoncelliste János Starker, est plusieurs fois nommé et lauréat d'un Grammy.

## Carrière

### 2017-2018:Both Can Be True: Part 1
Entre avril 2017 et mars 2018, JP Saxe sortira 3 singles : Changed, Anybody Else et The Few Things. En novembre 2018, il sort 25 in Barcelona comme premier single de son premier EP. Le 8 novembre 2018, il sort son premier EP, Both Can Be True: Part 1.

### 2019-présent:Hold It Together
Il sort les singles Same Room et Women Who Look Like You entre juin et août 2019. Le 17 octobre 2019, il sort If the World Was Ending avec Julia Michaels comme premier single pour son deuxième EP. En février 2020, il sort Sad Corny Fuck comme deuxième single de son deuxième EP. Il sort son deuxième EP, Hold It Together, le 7 février 2020. L'EP culmina à la 53e place du classement des albums canadiens. Il apparaît aussi sur le single Golf on TV de Lennon Stella.
En avril 2020, JP Saxe et Julia Michaels rééditent If the World Was Ending avec d'autres artistes dont Sam Smith, HER, Alessia Cara, Sabrina Carpenter, Niall Horan, Keith Urban et Finneas O'Connell, qui a produit la chanson. Chaque artiste a filmé sa partie sur son téléphone depuis son domicile pendant l'auto-isolement et figure dans le clip. Saxe explique que la collaboration avait été inspirée par des reprises de la chanson qu'il avait vue en ligne, et il a ensuite envoyé un texto aux artistes présents dans le vidéo pour leur demander s'ils voulaient participer. Tous les bénéfices sont reversés à Médecins sans frontières, où travaille l'un des amis de Saxe. La vidéo se termine par un message d'un médecin impliqué sur l'impact de la COVID-19 sur les pays où de nombreux médecins sont en poste. Dans un communiqué, Saxe et Michaels déclarent : « Nous sommes très reconnaissants pour le travail incroyable accompli par ceux qui sont en première ligne pendant cette pandémie mondiale. À une époque où l'on peut parfois avoir l'impression que « le monde touche à sa fin », nous remercions tous les travailleurs de la santé, les premiers secours et les travailleurs essentiels qui aident tant de personnes dans le besoin. S'il vous plaît, restez à la maison, restez en sécurité (and don't actually go over!, un jeu de mots en lien avec la chanson)  ».
Sa chanson Same Room est en lice pour le Prix de la chanson SOCAN de 2020.
Le 3 mai 2021, Saxe annonce que son premier album intitulé Dangerous Levels of Introspection sortira le 25 juin 2021.
En 2022, il annonce qu'il va être en première partie du World Tour d'Alicia Keys. En 2023, il annonce qu'il va faire la première partie pour John Mayer (guitariste) lors de son tour nommé Solo.
En 2023, il participe à un enregistrement avec d'autres stars du single What I Shouldn't Do de Serena Ryder, qui est sorti en tant que single caritatif au profit de la campagne Feel Out Loud de Jeunesse, j'écoute pour la santé mentale des jeunes.
En avril 2023, il sort I Don't Miss You, co-écrit avec John Mayer.
Le 9 août 2023, il annonce la sortie de son nouvel album A Grey Area pour le 22 septembre de la même année.
Le 21 août 2023, il annonce un tour intitulé A Grey Area World Tour.

## Discographie

### Albums studios
| Dangerous Levels of Introspection                                                                   | - Sortie : 25 juin 2021 - Étiquette : Arista - Format : CD, téléchargement numérique      | 61 | 7 | - MC: Or |
| A Grey Area                                                                                         | - Sortie : 22 septembre 2023 - Étiquette : Arista - Format : CD, téléchargement numérique | —  | — |          |
| "-" indique un enregistrement qui ne s'est pas classé ou qui n'a pas été publié dans ce territoire. |                                                                                           |    |   |          |

### EP
| Both Can Be True: Part 1                                                                            | - Sortie : 8 novembre 2018 , - Label : StarkerSaxeChansons - Format : Téléchargement numérique | —  | — |           |
| Hold It Together                                                                                    | - Sortie : 7 février 2020, - Étiquette : Arista, Sony - Format : CD, téléchargement numérique  | 53 | 4 | - MC : Or |
| "-" indique un enregistrement qui ne s'est pas classé ou qui n'a pas été publié dans ce territoire. |                                                                                                |    |   |           |

### Singles

#### Comme artiste principal
| "Changed"                                                                                           | 2017 | —  | —  | —  | —  | —  | —  | —  | —  | —  | —  | | Non-album singles                                      |
| "Anybody Else"                                                                                      | 2017 | —  | —  | —  | —  | —  | —  | —  | —  | —  | —  | | Non-album singles                                      |
| "The Few Things" (solo or with Charlotte Lawrence)                                                  | 2018 | —  | —  | —  | —  | —  | —  | —  | —  | —  | —  | | Non-album singles                                      |
| "25 in Barcelona"                                                                                   | 2018 | —  | —  | —  | —  | —  | —  | —  | —  | —  | —  | | Both Can Be True: Part 1 and Hold It Together          |
| "Same Room"                                                                                         | 2019 | —  | —  | —  | —  | —  | —  | —  | —  | —  | —  | | Non-album singles                                      |
| "Women Who Look Like You" (featuring Guapdad 4000)                                                  | 2019 | —  | —  | —  | —  | —  | —  | —  | —  | —  | —  | | Non-album singles                                      |
| "If the World Was Ending" (featuring Julia Michaels)                                                | 2019 | 13 | 29 | 65 | 39 | 17 | 20 | 32 | 56 | 14 | 27 | - MC: 7× Platinum - ARIA: 3× Platinum - BPI: Platinum - GLF: 2× Platinum - IFPI AUT: Platinum - IFPI DEN: Platinum - IFPI SWI: Gold - RIAA: 4× Platinum - RMNZ: Platinum | Hold It Together and Dangerous Levels of Introspection |
| "Sad Corny Fuck"                                                                                    | 2020 | —  | —  | —  | —  | —  | —  | —  | —  | —  | —  | | Hold It Together                                       |
| "Hey Stupid, I Love You"                                                                            | 2020 | —  | —  | —  | —  | —  | —  | —  | —  | —  | —  | | Non-album single                                       |
| "A Little Bit Yours"                                                                                | 2020 | 86 | —  | —  | —  | —  | —  | —  | —  | —  | —  | - MC: Platinum | Dangerous Levels of Introspection                      |
| "Kissin' in the Cold" (with Julia Michaels)                                                         | 2020 | —  | —  | —  | —  | —  | —  | —  | —  | —  | —  | | Non-album single                                       |
| "Line by Line" (with Maren Morris)                                                                  | 2021 | 96 | —  | —  | —  | —  | —  | —  | —  | —  | —  | - MC: Gold | Dangerous Levels of Introspection                      |
| "Like That"                                                                                         | 2021 | —  | —  | —  | —  | —  | —  | —  | —  | —  | —  | | Dangerous Levels of Introspection                      |
| "Dangerous Levels of Introspection"                                                                 | 2021 | —  | —  | —  | —  | —  | —  | —  | —  | —  | —  | | Dangerous Levels of Introspection                      |
| "When You Think of Me"                                                                              | 2022 | —  | —  | —  | —  | —  | —  | —  | —  | —  | —  | | A Grey Area                                            |
| "The Good Parts"                                                                                    | 2022 | —  | —  | —  | —  | —  | —  | —  | —  | —  | —  | | A Grey Area                                            |
| "Moderación" (with Camilo)                                                                          | 2023 | —  | —  | —  | —  | —  | —  | —  | —  | —  | —  | | A Grey Area                                            |
| "I Don't Miss You"                                                                                  | 2023 | —  | —  | —  | —  | —  | —  | —  | —  | —  | —  | | A Grey Area                                            |
| "Everything Ends" (featuring Lizzy McAlpine and Tiny Habits)                                        | 2023 | —  | —  | —  | —  | —  | —  | —  | —  | —  | —  | | A Grey Area                                            |
| "Caught Up on You"                                                                                  | 2023 | —  | —  | —  | —  | —  | —  | —  | —  | —  | —  | | A Grey Area                                            |
| "—" indique un enregistrement qui ne s'est pas classé ou qui n'a pas été publié dans ce territoire. |      |    |    |    |    |    |    |    |    |    |    | |                                                        |

#### Comme artisite invité
| Title                                           | Year | Album                     |
| ----------------------------------------------- | ---- | ------------------------- |
| "Love Sick" (Alex St. Kitts featuring JP Saxe)  | 2017 | The Projektor II (EP)     |
| "Golf on TV" (Lennon Stella featuring JP Saxe)  | 2020 | Three. Two. One.          |
| "Maybe Don't" (Maisie Peters featuring JP Saxe) | 2020 | Non-album single          |
| "Runnin'" (Ingrid Andress featuring JP Saxe)    | 2022 | Good Person (Deluxe only) |

### Crédits d'auteur compositeur
| Year | Artist         | Album                          | Song                                        | Co-written with                                                                           |
| ---- | -------------- | ------------------------------ | ------------------------------------------- | ----------------------------------------------------------------------------------------- |
| 2015 | Samantha Jade  | Nine                           | "Shake That" (featuring Pitbull)            | Leon Thomas III, Carmen Reece, Babyface, Antonio Dixon, Kris Riddick-Tynes, Armando Pérez |
| 2016 | Foxes          | All I Need                     | "Scar"                                      | Louisa Allen, Janee Bennett, Babyface, Antonio Dixon, Kris Riddick-Tynes                  |
| 2016 | Snoh Aalegra   | Don't Explain                  | "Under the Influence"                       | Snoh Aalegra                                                                              |
| 2016 | Snoh Aalegra   | Don't Explain                  | "Under the Influence Pt. II"                | Snoh Aalegra                                                                              |
| 2016 | Isac Elliot    | A Little More EP               | "Wishful Thinking"                          | Isac Elliot, Trevion Stokes, Jordan Sapp, Johnny Severin                                  |
| 2016 | Mario Jose     | Heart of Gold EP               | "Tell Me Now"                               | Mario Jose                                                                                |
| 2017 | Rotana         | Single pas sortie sur un album | "Daddy"                                     | Rotana Tarabzouni, Carrie Haber                                                           |
| 2017 | Jacob Banks    | TBWCF EP                       | "Chainsmoking"                              | Jacob Banks, Ajay Bhattacharya                                                            |
| 2017 | Jacob Banks    | TBWCF EP                       | "Mercy"                                     | Jacob Banks, Jonatan Ayal, Pierre-Luc Rioux                                               |
| 2017 | Anja Nissen    | Where I Am EP                  | "Tears Ago"                                 | Anja Nissen, Carmen Reece, Antonio Dixon, Kris Riddick-Tynes                              |
| 2017 | Phlake         | Weird Invitations              | "Brush"                                     | Mads Bo, Jonathan Eikaer, Gisli Gislason, Daniel Wilson, Robin Hannibal                   |
| 2017 | Snoh Aalegra   | Feels                          | "You Keep Me Waiting" (featuring Vic Mensa) | Snoh Aalegra, Victor Mensah                                                               |
| 2018 | Jacob Banks    | Fifty Shades Freed             | "Diddy Bop" (with Louis the Child)          | Frederic Kennett, Robert Hauldren, Jacob Banks                                            |
| 2018 | Stanaj         | Single pas sortie sur un album | "Dirty Mind" (featuring Ty Dolla Sign)      | David Brown, Jonathan Price, Tyrone Griffin Jr.                                           |
| 2018 | Allie X        | Super Sunset                   | "Focus"                                     | Alexandra Hughes, Yonatan Ayal, Pierre Luc-Rioux                                          |
| 2018 | Jacob Banks    | Village                        | "Be Good to Me" (featuring Seinabo Sey)     | Jacob Banks, Laleh Pourkarim, Yonatan Ayal, Pierre Luc-Rioux                              |
| 2019 | Julia Michaels | Single pas sortie sur un album | "If You Need Me"                            | Julia Michaels, Benjamin Rice                                                             |
| 2019 | Allie X        | Cape God                       | "Devil I Know"                              | Alexandra Hughes, Cara Salimando, Oscar Gorres, Jens Duvsjo                               |
| 2020 | Marina Lin     | Single pas sortie sur un album | "3 Minutes"                                 | Ryan Marrone                                                                              |
| 2021 | Julia Michaels | Not in Chronological Order     | "All Your Exes"                             | Julia Michaels, Stefan Johnson, Jordan Johnson, Oliver Peterhof                           |
| 2021 | Julia Michaels | Not in Chronological Order     | "Little Did I Know"                         | Julia Michaels                                                                            |
| 2021 | Ingrid Andress | Single pas sortie sur un album | "Wishful Drinking" (featuring Sam Hunt)     | Ingrid Andress, Jonny Price, Lucky Daye, Rykeyz                                           |